# Xot de Colòmbia
El xot de Colòmbia (Megascops ingens colombianus; syn: Megascops colombianus) és un tàxon d'ocell de la família dels estrígids (Strigidae). Habita la selva humida de muntanya des de l'oest de Colòmbia fins al nord del Perú. El seu estat de conservació es considera gairebé amenaçat.

## Taxonomia
Segons el Handook of the Birds of the World i la quarta versió de la BirdLife International Checklist of the birds of the world (Desembre 2019), aquest tàxon tindria la categoria d'espècie. Tanmateix, altres obres taxonòmiques, com la llista mundial d'ocells del Congrés Ornitològic Internacional (versió 13.1, gener 2023), el consideren encara una subespècie del xot de Salvin (Megascops ingens).